# آن‌سوی نیمه‌شب (فیلم)
آن سوی نیمه شب (انگلیسی: The Other Side of Midnight) فیلمی به کارگردانی چارلز جروت است که در سال ۱۹۷۷ منتشر شد. از بازیگران آن می‌توان به جان بک، کلو گولگر، سوزان ساراندون و مایکل لانر اشاره کرد.